# Taieri Island/Moturata
Taieri Island/Moturata ist eine kleine, etwa 500 m lange und 100 m breite Insel direkt vor der Mündung des Taieri River bei Dunedin auf  der Südinsel Neuseelands.
Sie ist bei Ebbe durch eine Sandbank mit dem Festland verbunden. Die Insel ist ein Naturreservat und Heimat zahlreicher geschützter Seevögel wie Gelbaugenpinguinen. In den 1830er und 1840er Jahren war sie eine Walfangstation.
Es könnte sich bei Taieri Island um die „Isle of Wight“ handeln, auf der der Robbenfänger Brothers aus Sydney, der von Robert Campbell gechartert und von Robert Mason geführt wurde, im November 1809 8 von 11 Sträflingen aussetzte. Darunter war William Tucker. Alternativ kann die „Isle of Wight“ auch das 15 Kilometer südöstlich gelegene Green Island gewesen sein. Einige der Ausgesetzten gaben an, die Zeit vom 9. November 1809 bis 20. Dezember 1810 auf der Insel verbracht zu haben.
1839 errichteten die Weller-Brüder von der Otago-Walfangstation im Otago Harbour einen Außenposten auf Taieri Island, den sie 3 Jahre betrieben. Edward Shortland verzeichnet, dass man 1839 70 Tuns Walöl (1 Tun entspricht 954 Litern), 1840 15 Tuns und 1841 8 Tuns gewonnen habe. Die Station wurde von einem Mr. Cureton geleitet. Am Abend des 9. Juni 1839 lief das aus Otago kommende Paketbot Captain Wells auf, als es versuchte auf der Insel Öl aufzunehmen. Sie verlor den zweiten Maat, den Steward und einen geisteskranken Mann namens 'Dole' oder 'Cole', der von Otago nach Sydney geschickt worden war.
1844 belebte John Jones aus Waikouaiti den Walfang kurzzeitig wieder. Tommy Chaseland, ein Aboriginal-Mischling und seine Frau Puna, Schwester von Te Matenga Taiaroa, herrschten über die Mannschaften. Der Besucher Frederick Tuckett bemerkte: „nowhere, perhaps, do twenty Englishmen reside on a spot so comfortless as this naked inaccessible isle“ („Vielleicht nirgendwo leben 20 Engländer auf einem so unkomfortablen Flecken wie dieser nackten und unzugänglichen Insel.“)